# Cảm xúc ở động vật

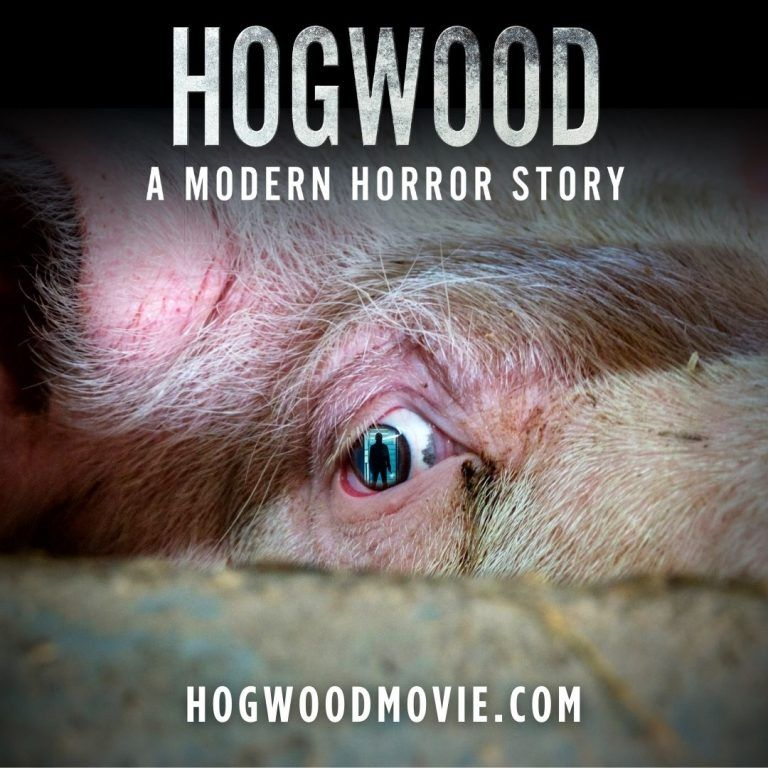
Ánh mắt biểu cảm của một con lợn trước khi bị giết mổ

Cảm xúc ở động vật là biểu hiện về mặt cảm xúc của giới động vật. Sự tồn tại và bản chất của cảm xúc ở động vật được cho là tương quan với cảm xúc của con người và được phát triển từ những cơ chế giống nhau. Charles Darwin là một trong những nhà khoa học đầu tiên viết về chủ đề này, và cách tiếp cận quan sát (và đôi khi mang tính giai thoại) của ông đã phát triển thành một cách tiếp cận khoa học mạnh mẽ hơn, dựa trên giả thuyết của ông. Các bài kiểm tra thiên vị nhận thức và các thí nghiệm về bất lực tập nhiễm đã cho thấy cảm giác lạc quan và bi quan ở nhiều loài, bao gồm chuột, chó, mèo, khỉ đuôi dài, cừu, gà con, chim sáo đá, lợn và ong mật. Jaak Panksepp đóng một vai trò lớn trong nghiên cứu về cảm xúc của động vật, dựa trên nghiên cứu của ông về khía cạnh thần kinh. Đề cập đến bảy cảm xúc cảm xúc cốt lõi được phản ánh thông qua một loạt các hệ thống hành động cảm xúc thần kinh năng động, bao gồm tìm kiếm, sợ hãi, thịnh nộ, ham muốn, quan tâm, hoảng sợ và vui chơi (nô đùa). Thông qua kích thích não và các thách thức dược lý, các phản ứng cảm xúc như vậy có thể được theo dõi một cách hiệu quả. Cảm xúc ở các loài động vật đã được quan sát và nghiên cứu thêm thông qua nhiều cách tiếp cận khác nhau bao gồm cách tiếp cận của lý thuyết hành vi, phương pháp so sánh, cụ thể là cách tiếp cận của Darwin và cái được sử dụng rộng rãi nhất hiện nay là cách tiếp cận khoa học có một số lĩnh vực bao gồm kiểm tra thiên vị chức năng, cơ học, nhận thức ở động vật, việc động vật tự chữa bệnh, tế bào thần kinh trục chính, âm thanh và thần kinh học. Trong khi cảm xúc ở động vật vẫn còn là một chủ đề gây tranh cãi, nó đã được nghiên cứu trên một loạt các loài, cả lớn và nhỏ bao gồm linh trưởng, động vật gặm nhấm, voi, ngựa, chim, chó, mèo, ong mật và tôm càng.

## Ghi nhận
- Những trường hợp ghi nhận được như Voi để tang đồng loại, chim sơn ca bị ngoại tình và biết đánh ghen là bằng chứng cho động vật cũng có cách thể hiện cảm xúc như con người. Ở Voi, chúng biết để tang. Khi một thành viên trong đàn chết, nhưng con voi còn lại sẽ thể hiện sự thương tiếc bằng cách chôn con voi với nhiều lá cây cỏ, và canh giữ xác trong 1 tuần. Sau đó, con voi cũng sẽ thường xuyên thăm ngôi mộ của con voi chết.
- Các nhà nghiên cứu phát hiện chuột có lòng thương đối với đồng loại không khác gì con người.
- Khỉ là loài động vật có khả năng quan sát cùng một số đặc tính khiến con người vừa bất ngờ vừa thích thú. Khi thể hiện tình cảm, khỉ có thể biểu lộ cảm xúc trên gương mặt tương tự như người. Loài khỉ rất biết cách thể hiện tình yêu thương đồng loại. Chúng nằm co rúc vào nhau khi thời tiết lạnh, chải lông hay dùng tay vạch lông của nhau để bắt chấy, rận, thổi bụi đất[1]
- Cá có cảm xúc và ý thức, lần đầu tiên quan sát thấy một sự gia tăng nhiệt độ cơ thể từ 2-4độ C ở cá mú vằn, khi chúng phải thích ứng với các tình huống căng thẳng. Hiện tượng này được gọi là “sốt cảm xúc”, vì nó liên quan đến những cảm xúc mà con vật cảm nhận thấy khi đối mặt với một kích thích bên ngoài và nó thậm chí còn được liên kết với ý thức của chúng mà không hề có sự đấu tranh. Cho đến nay, sốt cảm xúc đã được quan sát thấy ở động vật có vú, chim và một số loài bò sát nhất định, nhưng chưa bao giờ có ở cá. Đối với cá, nguyên nhân được cho rằng cá là loài động vật không có cảm xúc hay ý thức.